# Obermeier
Obermeier ist ein deutscher Familienname.

## Herkunft und Bedeutung
Obermeier ist eine Variante des Familiennamens Meier.

## Varianten
- Obermaier, Obermair, Obermayer, Obermayr, Obermeir, Obermeyer

## Namensträger
- Alois Obermeier (1901–1969), deutscher SS-Angehöriger, der in Konzentrationslagern einsetzt war
- Barbara Obermeier (* 1982), deutsche Musicaldarstellerin
- Claudia Obermeier (* 1971), deutsche Fußballspielerin
- Dieter Obermeier (1936–2017), deutscher Politiker (STATT Partei), MdHB
- Ernfried Obermeier (1943–2018), deutscher Ingenieurwissenschaftler
- Franz Obermeier (* 1946), deutscher Politiker (CSU)
- Georg Obermeier (* 1941), deutscher Industriemanager
- Julia Obermeier (* 1984), deutsche Politikerin (CSU), MdB
- Julius Obermeier (1867–1936), deutscher Kaufmann
- Karl Obermeier (* 1949), deutscher Fußballspieler
- Manuela Obermeier (* 1970), deutsche Schriftstellerin
- Otto Obermeier (Mediziner) (1843–1873), deutscher Arzt und Bakteriologe
- Otto Obermeier (Künstler) (1883–1958), deutscher Grafiker, Maler und Illustrator
- Otto-Peter Obermeier (* 1941), deutscher Philosoph und Hochschullehrer
- Siegfried Obermeier (1936–2011), deutscher Schriftsteller
- Thomas Obermeier (* 1964), deutscher Politiker der CSU
- Timon Obermeier (* 2003), deutscher Fußballspieler